# 3B juniorの星くず商事
3B juniorの星くず商事（スリービージュニアのほしくずしょうじ）は、BS朝日にて2015年1月25日・2月1日（いずれも日曜日）の 3:00 - 3:30（土曜日深夜。JST）に放送されていた3B juniorの初冠番組である。

## 概要
夢を提供する企業「星くず商事」の新入社員として3B juniorのメンバーたちが個々のスキルアップを目指し、様々なことに挑戦する番組である。
1月28日の番組収録中に事故が発生したため、2月8日以降の放送は休止となり、放送を再開することなく終了した。

## 出演者
星くず商事 新入社員
- 3B junior

（愛来、雨宮かのん、市川優月、内山あみ、うらん、大平ひかる、奥澤レイナ、小田垣陽菜、公野舞華、栗本柚希、小島はな、斎藤夏鈴、椎名るか、鈴木萌花、高井千帆、塚本颯来、内藤るな、中原咲耶、中村優、永山真愛、葉月智子、華山志歩、播磨怜奈、平瀬美里、澪風、森青葉）
星くず商事代表取締役最高経営責任者
- ジョナサン・シェア

星くず商事人事部長
- 小松靖（テレビ朝日アナウンサー）

## スタッフ
- ナレーター - 鳥井美沙
- 構成 - 大賀広道
- カメラ - 竹内朝海
- 編集 - 久田宗里
- MA - 浜田直樹
- 音効 - 井上尚昭
- CG - 大隅良太郎
- HP - 腰塚尚己
- 企画協力 - スターダストプロモーション
- アシスタントディレクター - 釜本泉美
- AP - 山根亮一
- ディレクター - 辻仁史
- プロデューサー - 鈴木さちひろ（テレビ朝日）、吉田学、浅野崇、前田知秀
- 制作協力 - トリックスター
- 製作著作 - テレビ朝日

## 収録中の事故
2015年1月28日に行われた収録中、3B juniorのメンバーの1人が倒れ、病院に救急搬送されていたことがテレビ朝日の記者会見によって明らかになった。当時、メンバー26人が5人1組になって市販のヘリウムを使用した声を変えるためのパーティーグッズ（5000cc缶、ヘリウム80%、酸素20%）を吸引するゲームを行っており、ガスを一気に大量吸引したことが原因とみられている。このグッズには「大人用」との注意書きがあったが、制作スタッフが見落としていた。
これを受け、テレビ朝日は2月4日に会見を行い、「番組の収録で今回のような結果を招き、ご本人やご家族、関係者の皆さまに、あらためて心より深くお詫び申し上げます。一刻も早いご回復を願っております。当社では今回の事態を招いた制作上の原因を徹底的に究明した上で再発防止策を策定し、より一層安全管理に努めてまいります」とコメントした。
この事故を受けて2月8日以降の放送が休止となり、放送を再開することなく打ち切られた。
これを受けて他の民放各局でも、制作現場などに注意喚起や安全管理などを呼びかけ、対策を講じるよう配慮し意識を高める取り組みが行われた。
検証委員会では以下の改善策を発表している。
- すべての制作現場に安全管理者を置くことを徹底する。
- すべての番組・コンテンツにおける制作責任の所在と各制作スタッフの役割分担を明確化すること。
- リハーサルや安全確認の手順などをマニュアル化し、全ての現場に徹底すること。
- 危機管理意識向上とマニュアルの徹底を図るための研修会を定期的に開催すること。

このメンバーは脳空気塞栓症と診断され一時入院。退院後は芸能界に復帰した。また、同番組の制作会社であったトリックスターは、事故直後に制作実績の一覧から同番組を削除、「責任逃れ」だとしてバッシングを受ける事態となった。
2016年5月19日、警視庁麻布警察署は「ヘリウムガスの危険性が一般に周知されておらず、番組スタッフが事件を予見することは困難」であるとして刑事事件としての立件を断念し、容疑者不詳のまま業務上過失致傷容疑で東京地方検察庁に書類送検した。